# Pterophorus hedemanni
Pterophorus hedemanni is een vlinder uit de familie vedermotten (Pterophoridae). De wetenschappelijke naam van de soort is voor het eerst geldig gepubliceerd in 1896 door Hans Rebel.